# Lluïsa Jover i Armengol
Lluïsa Jover i Armengol (Barcelona, 1942) és una il·lustradora, gravadora i docent catalana. És coneguda per les seves il·lustracions tant per al públic infantil i juvenil com per a l'adult, i per les seves col·laboracions amb escriptors i editorials de renom. Durant la seva carrera com a dibuixant, també ha treballat per a diversos diaris i ha realitzat exposicions a nivell estatal i internacional.
Lluïsa Jover es va llicenciar en Belles Arts i a partir d'aquell moment va començar a treballar en escoles, instituts i a la Universitat de Barcelona. A partir de 1975 es va incorporar a la Universitat Autònoma de Barcelona com a professora titular de dibuix a la Facultat de Ciències de l'Educació, on va continuar fins al 2013. Com a docent, ha impartit cursos, seminaris i mestratges a Catalunya, a l'estat espanyol i a l'estranger sobre didàctica de d'arts plàstiques, dibuix, pintura, escultura, il·lustració, tècniques gràfiques i d'impressió, etc. En aquest sentit, també és autora d'articles i de llibres de contingut didàctico-pedagògic en l'àmbit de l'educació artística i les seves tècniques.
Jover ha contribuït a les il·lustracions d'obres d'escriptors de prestigi com Josep Maria Benet i Jornet, Teresa Duran, Ricard Creus, Miquel Desclot, Aurora Díaz-Plaja, Félix de Azúa, Gabriel Garcia Márquez, Enric Larreula, Néstor Luján, Carme Riera, Francesc Parcerisas, Manuel Vázquez Montalbán… etc, i en estampes de les editorials Grup Enciclopèdia Catalana, Pòrtic, La Galera, Alfaguara, Publicacions de l'Abadia de Montserrat, Edicions 62 o Edicions Proa.
Pel que fa a la seva col·laboració amb la premsa escrita, Jover va plasmar una mirada crítica i mordaç sobre l'actualitat als diaris El País, La Vanguardia, El Punt Avui i a revistes especialitzades com Offarm, Jano, Perspectiva Escolar i divulgatives com Cavall Fort. També ha treballat en projectes institucionals de la Generalitat de Catalunya, de la Diputació de Barcelona, de la Corporació Metropolitana de Barcelona (actual AMB) i de diversos ajuntaments (entre altres) amb dissenys, maquetes, cartells, logotips i imatges corporatives. En l'àmbit de l'audiovisual, va realitzar incursions en el món audiovisual, com la col·laboració en els dibuixos animats Ai l'ou ai l'ou, Taller de plàstica, el joc de mirar i la creació de mascotes televisives a TV3.
Ha estat membre i comissària de grups d'art i creació, d'editorials i entitats culturals diverses, així com jurat d'il·lustració i de congressos sobre cultura catalana.
Conserven obra seva el Museu d'Història de l'Hospitalet i el Museu d'Art de Sabadell.

## Estil artístic
El seu estil és considerat com a gràfic, de traç dinàmic i desimbolt sobre fons abstractes. Es caracteritza sobretot per l'ús de la tinta per a definir contorns. Des de 1992 va començar a experimentar amb altres materials: vidre, porcellana, roba i planxes metàl·liques, elements amb els que ha presentat diverses col·leccions d'ampolles, gerres i gots de vidre esmaltat, o sèries de safates de porcellana amb clares reminiscències homèriques. Amb ceràmica, va col·laborar en l'elaboració d'escultures amb la ceramista catalana Madola.
La recerca de Jover en el camp de l'art l'ha portat a presentar les seves obres en exposicions individuals i col·lectives d'il·lustracions, gravats i objectes amb tècniques mixtes a territori català, espanyol i també a l'estranger.

## Premis i distincions
Lluïsa Jover ha obtingut premis i ha estat seleccionada per diverses entitats, entre els quals destaquen:
- 1991 – Laus de Bronze FAD
- 1991 – Il·lustració guanyadora d'UNICEF
- 1991 – Olímpliada cultural
- 1993 – Premi Alfa múltiple FAD
- 2004 – Winner Gourmand dels World Cookbook Awards